# Model ARCS
Model ARCS – teoria motywacji, stworzona przez Johna Kellera.

## Definicja
ARCS to dydaktyczny model pobudzania motywacji opracowany przez Johna Kellera. ARCS oznacza: A - uwaga (ang. attention), R - znaczenie (relevance), C - pewność (confidence), S - satysfakcja (satisfaction). Ten model jest szczególnie ważny w kształceniu na odległość, gdyż wydaje się, że motywacja jest kluczowym czynnikiem decydującym o ukończeniu szkolenia.
Teoria
Uwaga (pobudzenie poznawcze, pobudzenie ciekawości, różnorodność)
Należy skupić i utrzymać uwagę ucznia. Kilka metod pedagogicznych:
- Zapewnienie różnorodności (np. w użytych materiałach dydaktycznych)
- Prezentowanie ciekawych przypadków w atmosferze tajemnicy
- Zróżnicowane metody nauczania
- Aktywne uczestnictwo, np. pytania, odgrywanie ról
- Prezentowanie interesujących przykładów i przypadków (w szczególności takich,

które
są sprzeczne z oczekiwaniami ucznia)
- Użycie humoru

Znaczenie (ukierunkowanie na cel, ukierunkowanie pobudek, zaznajomienie)
Uczeń musi wierzyć, że nauka jest ważna. Kilka metod pedagogicznych:
- Odniesienie nowych informacji do czegoś, co uczeń już zna, wykorzystanie

wcześniej
zdobytej wiedzy i umiejętności.
Pewność (określenie wymagań, możliwość powodzenia, samodzielność)
Uczeń powinien być przekonany, że może osiągnąć cele edukacyjne. Kilka metod
pedagogicznych:
- Zapewnienie możliwości powodzenia
- Osiąganie celów szczegółowych; metoda małych kroczków
- Pewien stopień samodzielności w nauce
- Informacja zwrotna

Satysfakcja (wewnętrzne wzmocnienie, nagrody zewnętrzne, sprawiedliwość)
Uczniowie powinni otrzymywać nagrody. Kilka metod pedagogicznych:
- Praktyczne wykorzystanie nowo nabytych umiejętności
- Wymierna ocena, zasłużona pochwała

Linki
arcsmodel.com
John Keller's academic website
Motivating Distance Learning Students Using the ARCS Method,
Developing Instruction or Instructional Design
ARCS Model of Motivational Design (Keller)
The Magic of Learner Motivation: The ARCS Model